# Montevideo, Bog te video!
Pour plus de détails, voir Fiche technique et Distribution.
Montevideo, Bog te video! (Монтевидео, Бог те видео!) est un film serbe réalisé par Dragan Bjelogrlić et sorti en 2010.

## Synopsis
Le film retrace la préparation de l'équipe nationale Yougoslave de football avant la Coupe du monde de football de 1930 à Montevideo en Uruguay.

## Fiche technique
- Titre Montevideo, Bog te video!
- Titre original non latin : Монтевидео, Бог те видео!
- Titre anglais : Montevideo, God Bless You!
- Réalisation : Dragan Bjelogrlić
- Scénario :  Ranko Bozic, Srdjan Dragojevic d'après Montevideo, Bog te video de Vladimir Stanković
- Production :  Intermedia Network
- Photographie : Goran Volarevic
- Musique : Roberto Magnifico
- Montage : Marko Glusac
- Genre : Comédie
- Durée : 140 minutes
- Date de sortie:
  - Serbie : 20 décembre 2010

## Distribution
- Milos Bikovic
- Petar Strugar
- Nikola Djuricko
- Srdjan Todorovic
- Sergej Trifunović
- Branislav Lečić

## Nominations et récompenses
- 2011 : Prix du public lors du Festival international du film de Moscou[1]
- 2011 : Nommé au Festival international du film de São Paulo
- Présélectionné pour l'Oscar du meilleur film étranger mais non retenu[2].

## Suite
Le film a fait l'objet d'une suite en 2014 : See You in Montevideo (en serbe: Montevideo, vidimo se!).